# Эта Козерога
Эта Козерога (η Cap, η Capricorni) — двойная звезда в созвездии Козерога. Также имеет название Армус.
Главный компонент, η Козерога A является звездой главной последовательности спектрального класса A, видимая звёздная величина составляет +4,82. Звезда-компаньон, η Козерога B обладает видимой звёздной величиной +6,5 и располагается на угловом расстоянии 0,34 угловой секунды от главного компонента.

## Китайское название
В китайском языке название 十二國 (Shíer Guó, Двенадцать государств) относится к астеризму, представляющему царства в Китае периода Чуньцю и периода Сражающихся царств и состоящему из звёзд ζ Козерога, φ Козерога, ι Козерога, 38 Козерога, 35 Козерога, 36 Козерога, χ Козерога, θ Козерога, 30 Козерога, 33 Козерога, 19 Козерога, 26 Козерога, 27 Козерога, 20 Козерога, η Козерога и 21 Козерога. η Козерога известна как 周 (Zhou yī, первая звезда Чжоу), представляет собой образ династии Чжоу.